# Guliston
Guliston (tádžicky Гулистон, do roku 2016 Kajrakkum) je město v Sogdijskému vilájetu v Tádžikistánu. Nachází se na pobřeží Tádžického moře, 8 km východně od Chudžandu. Žije zde 17 700 obyvatel (2019).

## Historie
Na místě dnešního Gulistonu na pravém břehu řeky Syrdarji žilo již na konci 3. tisíciletí před naším letopočtem mnoho kmenů, které se zabývaly především chovem dobytka, zemědělstvím a kovářstvím. V 6. a 5. století př. n. l. byly tyto kmeny závislé na Achaimenovské říši. V sedmém století byla oblast napadena arabskými kmeny.
V roce 1952 byla v souvislosti s výstavbou Kajrakkumské přehradní nádrže a vodní elektrárny založena osada Kajrakkum. Vznikla zde velká továrna na koberce a další výrobní objekty. Na břehu přehrady bylo vybudováno několik významných rekreačních středisek a kempů, díky čemuž se osada stala známá nejen pro obyvatele z blízkého okolí, ale z celého Sovětského svazu.
V letech 1957 až 1962 se osada jmenovala Chudžand, v roce 1963 byla povýšena na město a vrátila se zpět k původnímu jménu Kajrakkum.
Dne 13. října 1985 se Kajrakkum stal epicentrem silného zemětřesení (oficiálně 8 bodů). Velká část města byla zničena, včetně továrny na koberce. Podle oficiálních údajů zemřelo 29 lidí.
Po rozpadu SSSR se Kajrakkum stal jedním z nejvýznamnější měst v Sogdijském vilájetu a to zejména díky vodní elektrárně a těžařské společnosti Aprelevka.
V roce 2016 došlo k přejmenování přehrady na Tádžické moře a město bylo přejmenováno na současný název Guliston.

## Populace
Do začátku 90. let 20. století byla ve městě významná ruská menšina.
V roce 2019 ve městě žilo 17 700 obyvatel, většinou Tádžiků (68,4 %). Dále zde žijí Uzbeci (27,1 %) a Rusové (2,2 %).

## Ekonomika
Největší podnik Gulistonu je Қолинҳои Гулистон - továrna na výrobu koberců. V roce 1974 se koberce z této továrny zúčastnily mezinárodní výstavy v Německu a získaly zlatou medaili.
Po výstavbě nádrže se město proslavilo produkcí ryb. V roce 2019 se ve městě nalovilo 110 tun ryb a ve speciálních chovných nádržích se chová více než 2 miliony tun ryb.
V Gulistonu jsou také továrny na zpracování ovoce. Pěstují se zde zejména jablka, broskve, granátová jablka a fíky.

## Ve fikci
Ve městě byl natočen v roce 1999 celovečerní film Luna Papa v německo-japonsko-rusko-tádžické koprodukci.